# Glória (Bahia)
Pour les articles homonymes, voir Glória.
Glória est une municipalité brésilienne de l'État de Bahia et la microrégion de Paulo Afonso.